# Parigi-Bruxelles 1919
La Parigi-Bruxelles 1919, undicesima edizione della corsa, si svolse il 5 giugno 1919 su un percorso di 417 km, con partenza da Parigi e arrivo a Vilvoorde. Fu vinta dal belga Alexis Michiels davanti al suo connazionale Emile Masson jr e al francese Francis Pelissier.

## Ordine d'arrivo (Top 10)
| Pos. | Corridore         | Squadra | Tempo     |
| ---- | ----------------- | ------- | --------- |
| 1    | Alexis Michiels   |         | 17h24'13" |
| 2    | Emile Masson jr   |         | s.t.      |
| 3    | Francis Pelissier |         | a 47"     |
| 4    | Joseph Van Daele  |         | a 3'29"   |
| 5    | Louis Mottiat     |         | a 6'12"   |
| 6    | Honore Barthélémy |         | a 6'18"   |
| 7    | Alfons Spiessens  |         | a 12'38"  |
| 8    | Jean Alavoine     |         | a 24'12"  |
| 9    | Leon Scieur       |         | a 24'28"  |
| 10   | Armand Lemee      |         | a 29'29"  |